# Maria Elizabeth Zakrzewska
Maria Elizabeth Zakrzewska (Berlino, 6 settembre 1829 – Jamaica Plain, 12 maggio 1902) è stata una medica tedesca di origini polacche. Divenne celebre per essere stata una delle prime donne medici negli Stati Uniti.

## Biografia

### Gli anni giovanili
Maria Elizabeth Zakrzewska nacque a Berlino nel 1829; era la maggiore dei sei figli di Ludwig Martin Zakrzewski e Caroline Fredericke Wilhelmina Urban. Suo padre proveniva da una nobile famiglia polacca che, una volta perse le sue ricchezze ed i suoi beni a causa dei russi, aveva lavorato come funzionario. Sua nonna era una veterinaria, e sua madre lavorava come ostetrica.
Maria Elizabeth dimostrò assai precocemente un insolito interesse verso la medicina. Già nel 1838, ad esempio, a soli nove anni, ricoverata in ospedale a causa di problemi agli occhi, si disse fortemente attratta da tutto ciò che riguardava l'organizzazione dell'ospedale e la cura dei malati, tanto da divenir nota col soprannome di "little blind doctor". Il Dottor Mueller, colui che si prese cura di lei nel periodo di ricovero, le permise di accompagnarlo ovunque andasse nell'ospedale. Ad esempio, le fu eccezionalmente permesso di esaminare il corpo verdastro di un morto per avvelenamento. In pochissimi giorni la piccola imparò moltissimo riguardo alla gestione dell'ospedale e alla cura dei malati.
A scuola Maria Elizabeth Zakrzewska era considerata molto meritevole, tanto che le fu chiesto di non abbandonare gli studi anche quando il padre, di fronte a problemi economici, non era più in grado di pagarle le tasse scolastiche. Con i compagni, però, non ebbe mai un buon rapporto. Spesso, infatti, era presa in giro per la noncuranza del proprio abbigliamento e per essere l'alunna preferita dagli insegnanti. L'unica persona con la quale strinse un rapporto d'amicizia molto intenso fu un giovane professore della scuola che, gravemente malato, morì nel marzo 1843. Quest'ultimo evento traumatizzò profondamente Maria Elizabeth Zakrzewska, fino ad indurla a lasciare la scuola, nell'aprile del 1843. Negli anni dal 1843 al 1847 la ragazza si occupò della gestione della casa, aiutò la madre ostetrica e fece da infermiera alla zia, colpita da una violenta emorragia ai polmoni. Strinse amicizia, inoltre, col medico che si prendeva cura della zia, il Dottor Arthur Lutze. Fu proprio grazie a lui che Maria Elizabeth s'interessò di omeopatia e mesmerismo.
Nel 1847 decise di diventare ostetrica, ma le difficoltà che incontrò, derivate dall'essere una donna molto giovane e non sposata, furono grandissime. In mancanza d'altre soluzioni, studiò privatamente sotto la guida del Dottor Schmidt. Nel 1851, all'età di ventidue anni, prese il diploma con altissimi voti e fu definita "a very capable woman", "una donna molto capace".

### La maturità
Dopo aver studiato con brillanti risultati ed aver aiutato prima come assistente e poi come insegnante nel collegio in cui aveva studiato, Maria Elizabeth Zakrzewska partì, nel 1853, per gli Stati Uniti, dove si laureò al Cleveland Medical College. Una delle sue sorelle minori, affezionatissima a Maria Elizabeth, decise di accompagnarla e sostenerla. Con difficoltà non indifferenti, tra le quali l'opposizione del padre, fondò, insieme ad Elizabeth Blackwell ed Emily Blackwell, il New York Infirmary for Women and Children, di cui si occupò per più di due anni in qualità di medico, residente e manager. Seppur non immediati, riconoscimenti e gratificazioni professionali non si fecero attendere. Insieme ad essi, però, giunsero numerosi problemi di salute causati da sforzi eccessivi, che portarono Maria Elizabeth Zakrzewska a decidere di prendersi una vacanza, con meta Boston. Nella città americana strinse amicizia con uomini e donne molto colti, tra i quali ricordiamo Theodore Parker e Sarah Shaw Russell. Per pagare le spese di viaggio, Maria Elizabeth Zakrzewska decise di insegnare il tedesco a giovani ragazzi. La famiglia Mayo la ospitò volentieri in cambio di aiuto nelle faccende casalinghe. Fu la notizia dell'improvvisa morte della madre a porre bruscamente fine alla vacanza della dottoressa. Nel 1857 una nota giornalista del "New York Times", Mary L. Booth si disse interessata all'innovativa e contestata idea della "donna medico" e decise di intervistare proprio Marie E. Zakrzewska. L'intervista, sebbene breve, riscosse un particolare interesse.
Maria Elizabeth Zakrzewska decise, nel 1860, di richiedere l'ammissione alla Massachusetts Medical Society, ma, in quanto donna, la sua domanda venne respinta. L'anno successivo, inorridita dall'altissima mortalità infantile, decise di dar vita ad un temporaneo asilo per bambini. La principale causa di morte era la mancanza, da parte delle famiglie, dei mezzi e del denaro necessario per prendersi cura dei propri figli, spesso abbandonati o costretti a vivere in condizioni estremamente disagiate. 

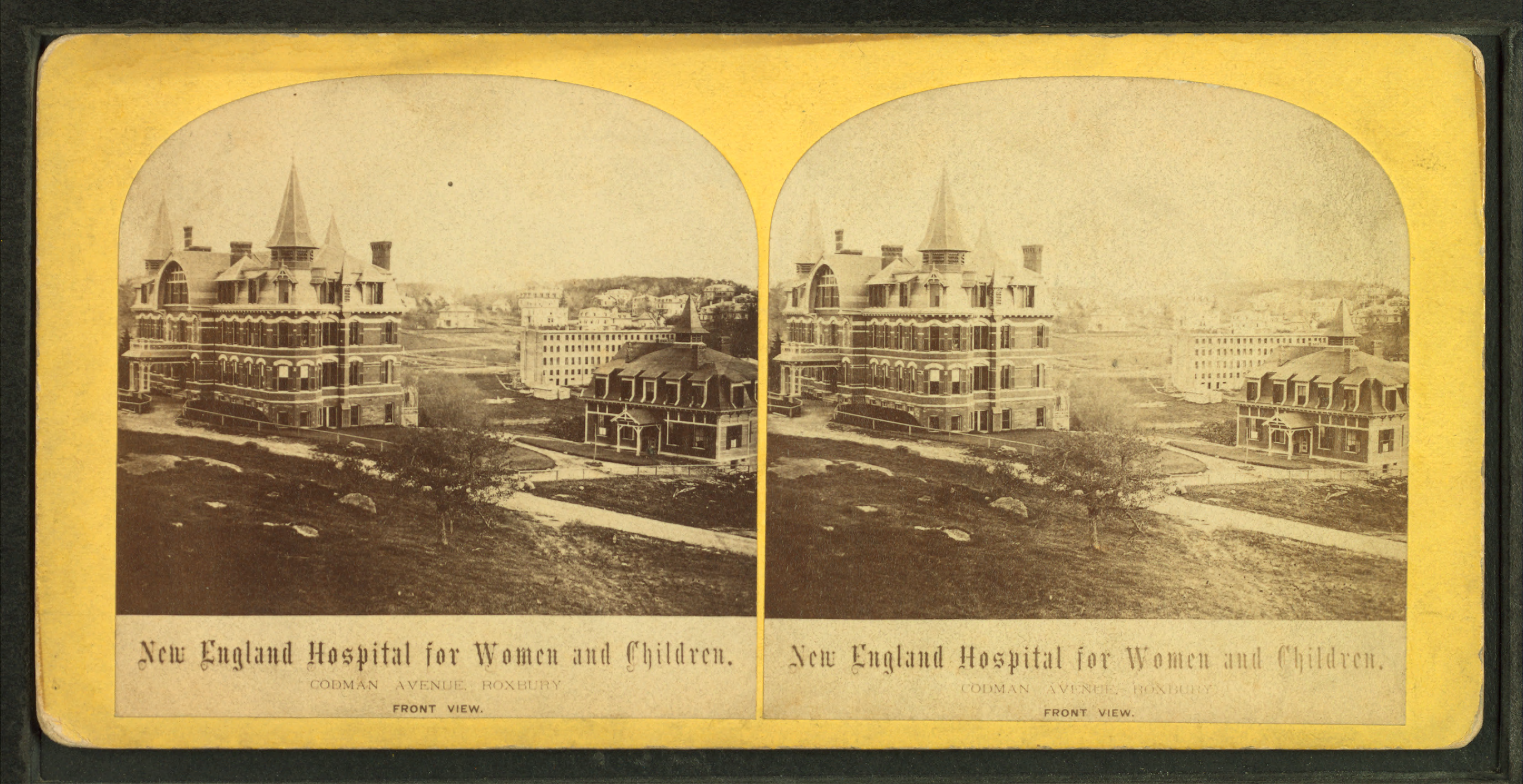
New England hospital for Women and Children, from Robert N. Dennis collection of stereoscopic views

L'interesse e l'impegno verso i più piccoli portò Maria E. Zakrzewska a conoscere, una giovane donna che in passato aveva accudito e trovato una casa a più di ottocento bambini. Nel 1862 fondò il New England Hospital for Women and Children per donne e bambini, il primo ospedale a Boston che avesse una scuola per infermieri e il secondo ospedale in America ad essere gestito da medici e chirurghi donne. Diversi amici, tra i quali ricordiamo Mrs. Ednah D. Cheney, la aiutarono molto, anche economicamente, fornendole ad esempio alcuni apparecchi necessari ad un ospedale o alcuni mobili che sarebbero potuti tornare utili. Benché il nome iniziale fosse "New England Hospital for Women and Children", l'ospedale fu conosciuto col nome, più corto, di "New England Hospital". Maria Elizabeth Zakrzewska si adoperò moltissimo per l'ospedale e ben presto, ancora una volta, dimostrò sintomi dovuti a sforzi ed affaticamenti eccessivi. Decise così, qualche anno dopo, di farsi affiancare dal Dr. Sewall. 
Nel frattempo, la città di Boston si era estesa molto rapidamente, ma i mezzi di trasporto e comunicazione non erano ancora per nulla sviluppati. I medici, pertanto, come testimoniano alcuni scritti di Maria E. Zakrzewska, erano spesso costretti a camminare per lunghe distanze al fine di visitare pazienti che non fossero in grado di muoversi per recarsi autonomamente all'ospedale. Gli anni tra i 1866 ed il 1871 furono anni ricchi di soddisfazioni per Maria Elizabeth Zakrzewska. Una lettera da Zurigo, per esempio, la informò che, da quel momento, le donne sarebbero state giudicate ed eventualmente ammesse alla "University of Zurich" secondo gli stessi parametri degli uomini. La grande rilevanza di quest'evento era dovuta al fatto che la "University of Zurich" era da tempo nota per favorire gli uomini. I meriti di M. E. Zakrzewska relativamente alla suddetta decisione erano grandissimi.

### Il termine della carriera
Nell'estate del 1874 decise di recarsi in Europa, per la sua prima vacanza dopo quindici anni. Le sue migliorarono nuovamente, il riposo dal lavoro le fece bene, come testimonia una lettera che scrisse al Dr. Sewall dalla Svizzera.
Pochi anni dopo, nel 1879, Marie Elizabeth Zakrzewska fu informata per lettera dal Dr. Henry I. Bowditch che la Massachusetts Medical Society era finalmente aperta anche alle donne. Alla domanda se desiderasse presentarsi all'esame per ottenere l'ammissione, rispose negativamente. Il suo unico interesse era, infatti, che le giovani donne non dovessero imbattersi in tutte le discriminazioni che aveva incontrato lei, ormai al termine della propria carriera.
Nel 1881, su suggerimento di Maria E. Zakrzewska, fu stabilito che nel "New England Hospital" ci fosse sempre un'infermiera che rispondesse ad eventuali chiamate anche fuori servizio, ma il progetto non fu realizzato fino al 1883.
Un importante riconoscimento Maria Elizabeth Zakrzewska lo ebbe nel 1887, anno in cui, in occasione del venticinquesimo anniversario del New England Hospital, un suo ritratto dipinto da Miss Ellen E. Hale Archiviato l'11 gennaio 2011 in Internet Archive. fu posto nel salotto dei direttori.
Pochi anni dopo, nel 1890, un suo articolo molto significativo riguardo al diritto delle donne di studiare medicina fu pubblicato dal "The Woman's Journal", sotto il titolo di "What's in a Name?".
Maria E. Zakrzewska abbatté le barriere che ostacolavano le donne a praticare la medicina negli Stati Uniti, fondò ospedali per le donne e aprì la strada al movimento che consentì alle donne di colore di praticare la professione infermieristica. La prima infermiera di colore si laureò nel 1879. Come femminista e abolizionista, divenne amica di William Lloyd Garrison, Wendell Phillips e Karl Heinzen.
Zakrzewska morì a Jamaica Plain, Massachusetts nel 1902. Pochi giorni prima, la dottoressa aveva scritto in una lettera "La morte è, per me, un'ottima amica. Quando verrà, sarà la benvenuta".

### Curiosità
Sin da bambina, i principali interessi di Maria Elizabeth Zakrzewska erano la storia e la medicina. A conciliare le due passioni fu il Dottor Mueller, il medico che si prese cura dei della piccola, regalandole i libri "History of Midwifery" e "History of Surgery".
Il "New England Hospital", fondato nel 1862, ricevette moltissimi ringraziamenti dalle famiglie dei militari feriti nella guerra di secessione americana del 1861-1865. Maria Elizabeth Zakrzewska era ben lieta di essere riuscita a dare una mano proprio nel momento del bisogno. Tra i principali obiettivi dell'ospedale vi era quello di incoraggiare ed aiutare le giovani donne medico, sostenendole sia nello studio teorico della medicina che nella cura pratica del malato.
Interessante e curioso è notare come, negli anni tra il 1860 ed il 1870, non appena cioè la situazione economica di Maria Elizabeth Zakrzewska si tranquillizzò, uno dei primi acquisti della dottoressa fu un cavallo. Sin da piccola, infatti, ella aveva una forte particolare passione per questi animali. Possedere un cavallo, inoltre, le tornava utile per due ragioni; oltre ad essere un ottimo mezzo di trasporto, era anche un simbolo d'uguaglianza tra medici uomini e donne. L'effetto che il gesto ebbe fu molto particolare. Persino i giornali pubblicarono la notizia!
Maria Elizabeth Zakrzewska, sebbene in vita non abbia goduto della stima di molti, fu però ampiamente rivalutata in seguito. Lo dimostrano poche parole anonime scritte in seguito alla sua morte: "Forse non esiste l'immortalità. Ma, ciò nonostante, l'anima di Maria E. Zakrzewska vive ancora".